# Ismaël Diadié Haïdara
Ismaël Diadié Haïdara (Tombuctú, Mali, marzo de 1957) es un historiador, poeta, filósofo y experto en cooperación maliense. Exiliado en España tras la rebelión tuareg de 2012, Ismaël Diadié es el último descendiente de Alí ben Ziryab al Kuti, ciudadano de Toledo expulsado de la ciudad en 1468 e instalado en Tombuctú.
Es responsable de la conservación del Fondo Kati, el legado documental andalusí más importante fuera de España. 
Es autor de varios libros y conferenciante. Su biblioteca la integran más 3 000 manuscritos que su familia llevó consigo a Tombuctú. La mayoría, más de 2 500, son de variada temática árabe medieval. También hay 300 manuscritos de autores andaluces, 100 de renegados cristianos y 60 de comerciantes judíos. 

## Distinciones
- 1991: Premio de la fundación Roger Garaudy a la investigación histórica por su libro L’Espagne musulmane et l’Afrique subsaharienne.

## Documentales
- Ismael, el último guardián.  RTVE[2]
- La caravana del manuscrito andalusí. (2007)

## Obra

### Narrativa
- Zimma (Elisa Remón, trad.). Barcelona: Vaso Roto. 2015. ISBN 978-84-16193-23-3.
- Une cabane au bord de l'eau (en francés). Málaga: Ediciones del Genal. 2015. ISBN 978-84-16021-76-5.

### Historia
- Los otros españoles. Los manuscritos de Tombuctú: andalusíes en el Níger. Madrid: Martínez Roca. 2004. ISBN 84-270-3009-6.
- Los últimos visigodos. La biblioteca de Tombuctú (María Montes de Oca Mercader, trad.). Sevilla: RD Editores. 2004. ISBN 978-84-95724-31-1.
- Rihla. Relato de un viaje por la Curva del Níger y los desiertos del Sáhara en pos de un sueño llamado Al Ándalus. Córdoba: Almuzara. 2006. ISBN 978-84-88586-44-5.
- Diario de un bibliotecario en Tombuctú. Córdoba: Almuzara. 2017. ISBN 978-84-17229-16-0.
- De Toledo a Tombuctú. Un camino de manuscritos. Conversaciones con Ismael Diadié Haïdara (Paz Gómez Moreno, trad.). Ginger Ape Books & Films. 2018. ISBN 978-84-943683-7-0.

### Filosofía
- Statut du monde, Nécessité, Possibilité et contingence chez Ibn Arabi de Murcia. Córdoba. 1992.
- Analecta. Inédito.

### Poesía
- Territoire de la douleur (en francés). 1977.
- Le Chant équinoxial (en francés). 1978.
- Comme une blessure éclatée dans les vannes du soleil (en francés). 1979.
- Poèmes (1980-2000) (en francés). Poemas inéditos.
- Le Tombeau de Jabès (en francés). París: Opales. 2000. ISBN 2908799480.
- Sahel (en francés). Málaga: Ediciones del Genal. 2017. ISBN 978-84-16871-86-5.
- Tebrae pour ma mère (en francés). Málaga: Ediciones del Genal. 2017. ISBN 978-84-16871-73-5.